# Talheim (Heilbronn)
Talheim è un comune tedesco di 4 749 abitanti, situato nel circondario di Heilbronn e nel land del Baden-Württemberg.

## Monumenti e luoghi d'interesse
Il suo palazzo comunale venne progettato dall'architetto Heinz Rall, mentre la fontana qui riprodotta, la Jahreszeitenbrunnen, è opera della moglie Ursula Stock, scultrice e pittrice.
Nel territorio comunale è stata rinvenuta la fossa comune di Talheim, sepoltura del Neolitico.

## Galleria d'immagini

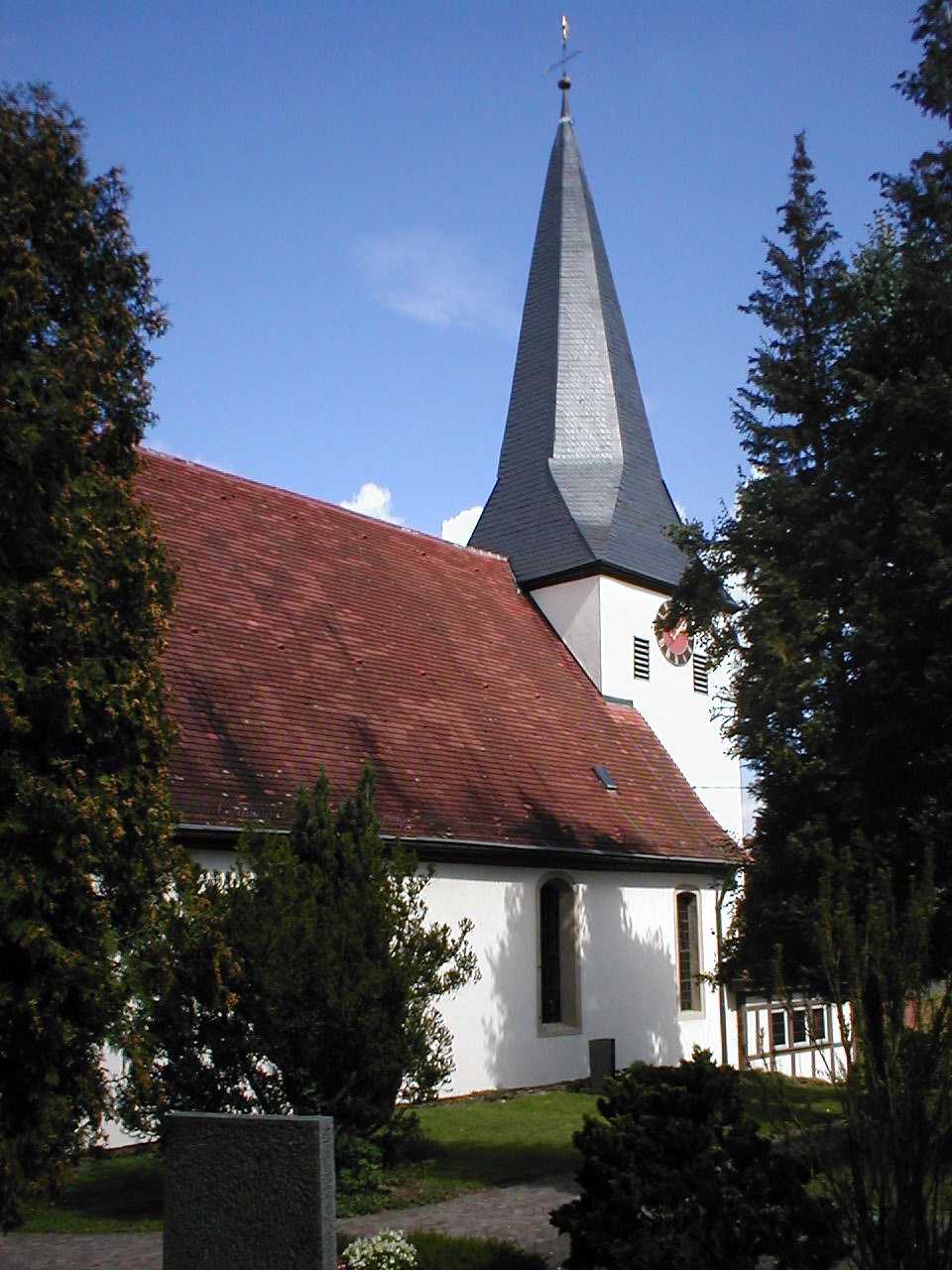
Evang. Kilianskirche
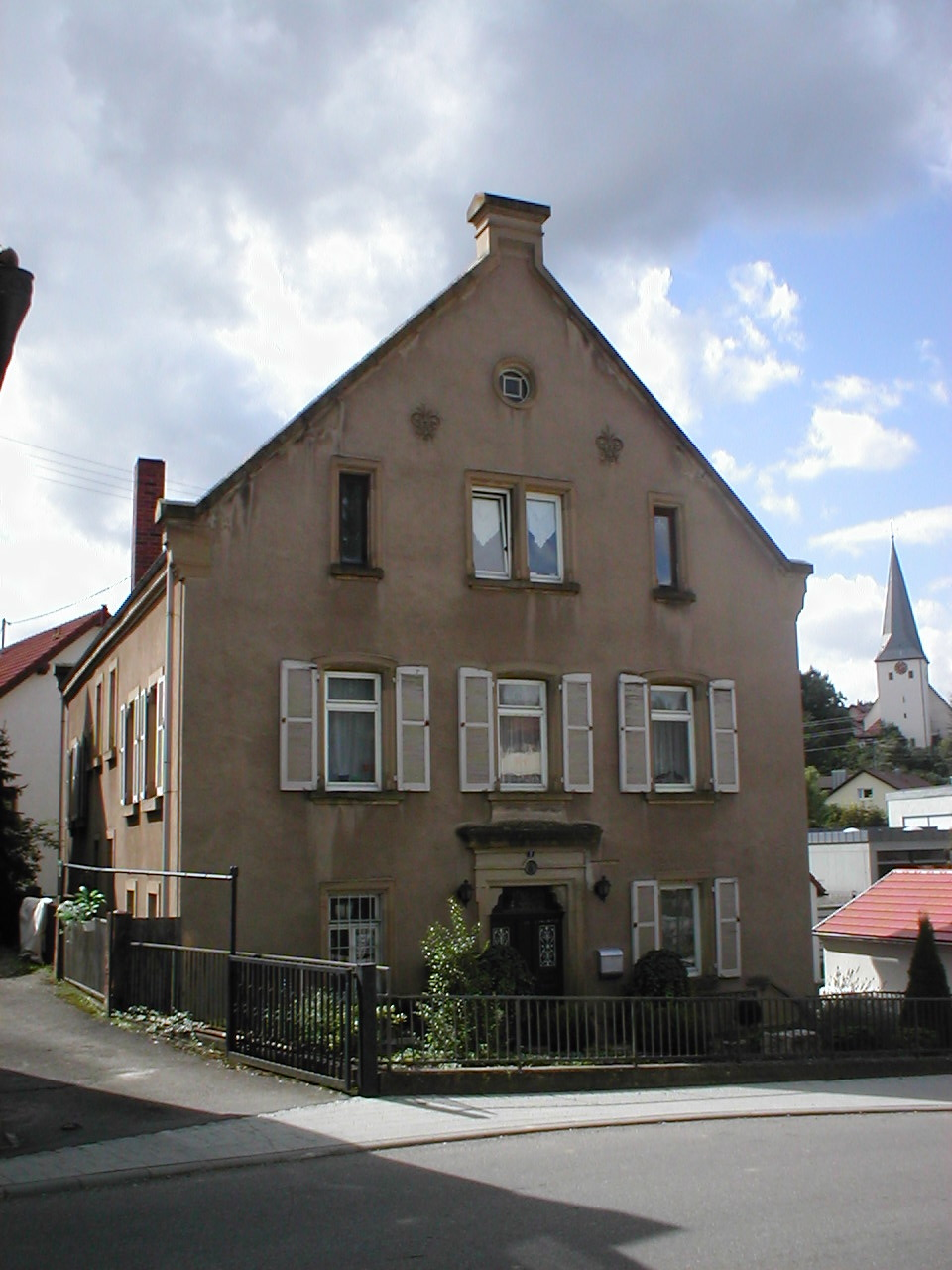
Evang. Pfarramt
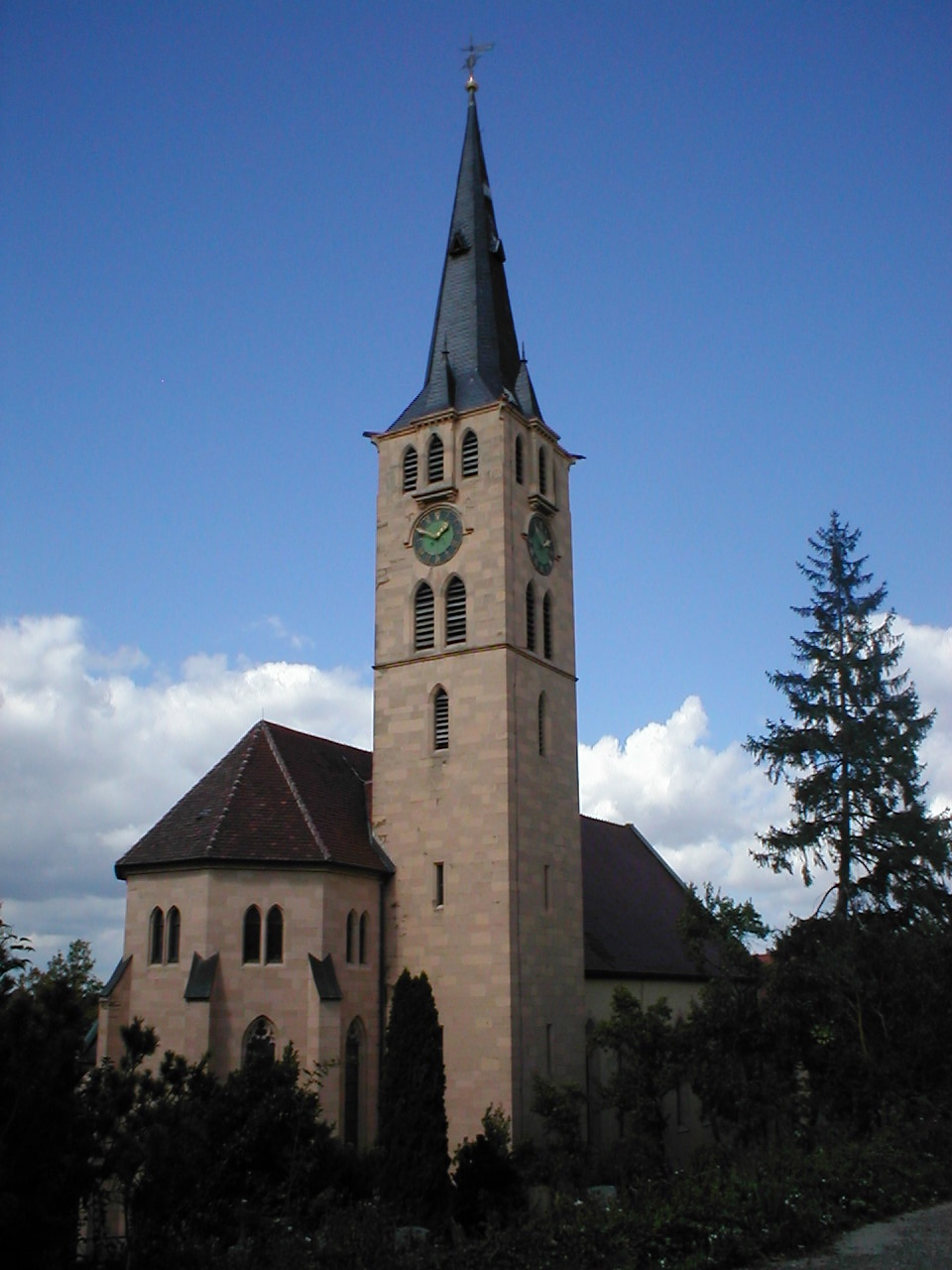
Katholische Kirche

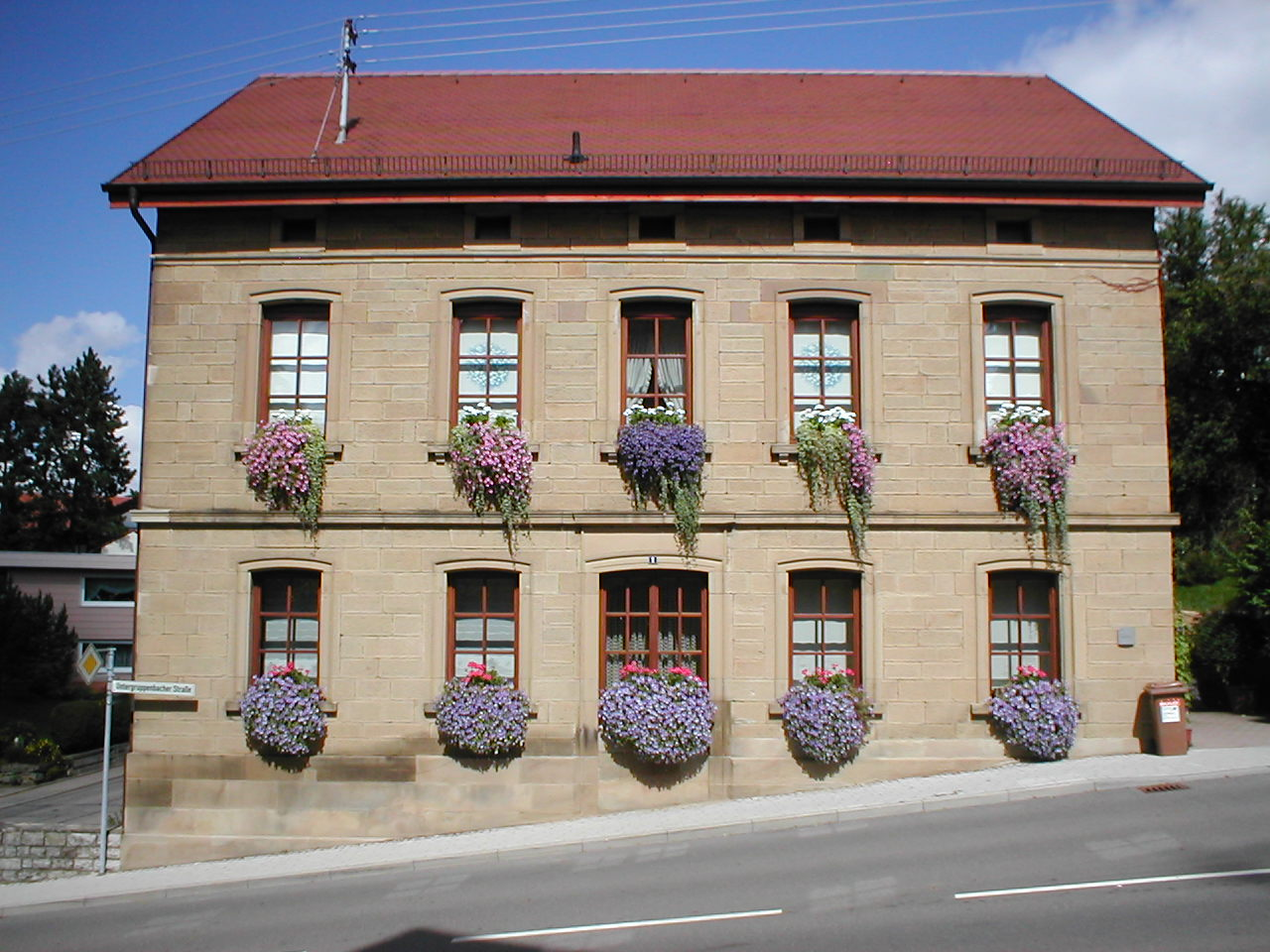
Kath. Pfarrhaus
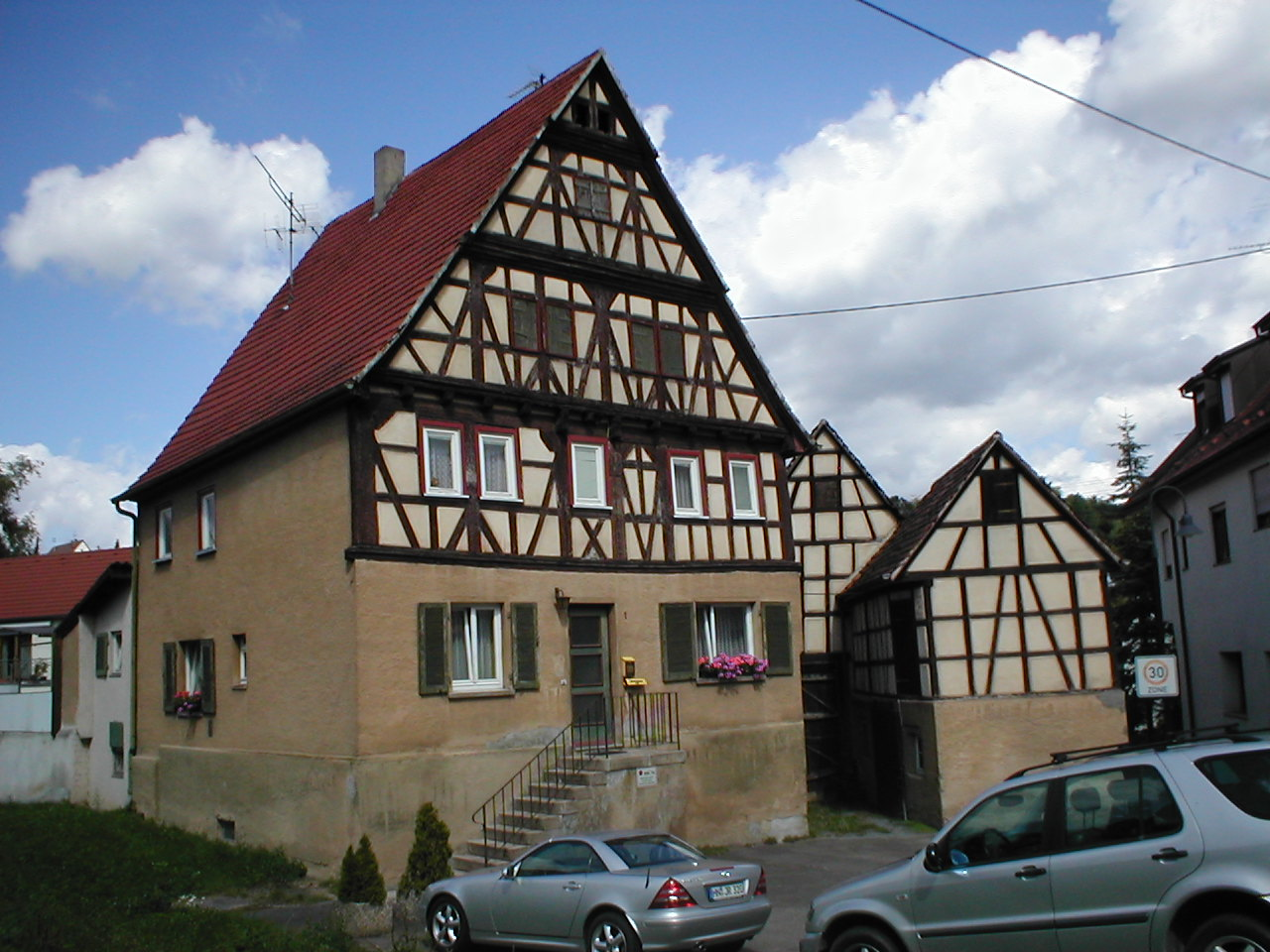
Fachwerkbau in der Zehentgasse
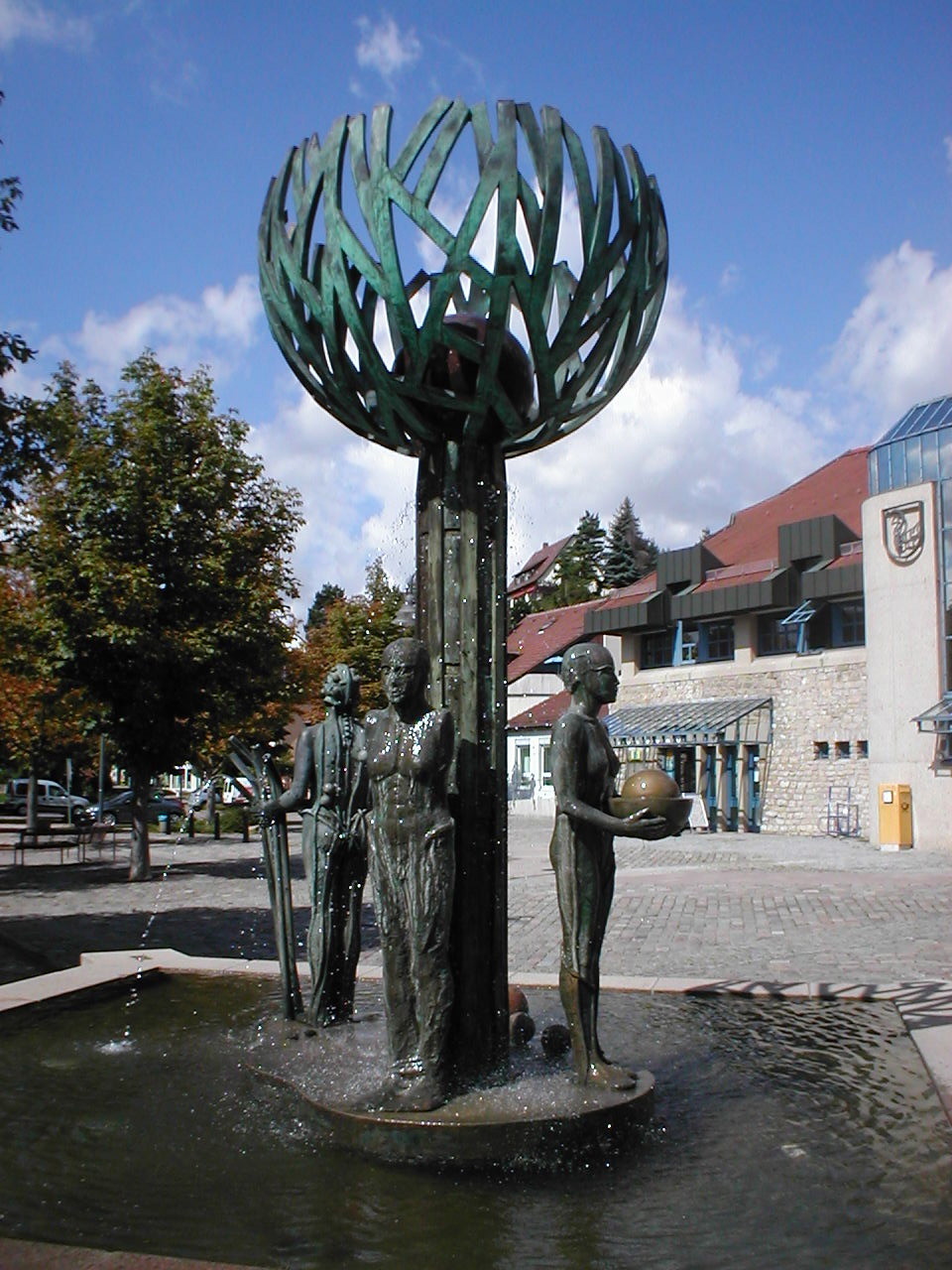
Jahreszeitenbrunnen